# Пауло Муванга
Пауло Муванга — державний і політичний діяч держави Уганда. Прем'єр-міністр Уганди (1 серпня 1985 – 25 серпня 1985)

## Життєпис
Народився 1925 року. За національністю ганда. В колоніяльний період входив докерівництва партії Національний конгрес Уганди. В роки незалежності займав відповідальні посади в міністерстві закордонних справ. У 1973-1979 в еміграції (Велика Британія, Танзанія). Один з лідерів Фронту національного визволення Уганди (ФНВУ). Після падіння режиму І.Аміна займав посади міністра внутрішніх справ (1979-1980) та міністра праці (1980). В травні - грудні 1980 - голова військової комісії Фронту національного визволення Уганди, що виконувала роль колективного голови держави. Після передання влади обраному президенту Мілтону Оботе у 1980-1985 - віце-президент Уганди, міністр оборони. В серпні 1985 був прем'єр-міністром Уганди. Після приходу до влади Йовері Мусевені заарештовувався.  Помер 1 квітня 1991 р.